# Ira Peter
Irina „Ira“ Peter (* 1983 in Zelinograd, Kasachische SSR, Sowjetunion; heute Astana, Kasachstan) ist eine deutsche Journalistin und Bloggerin. Für ihr Internettagebuch als Stadtschreiberin von Odessa wurde sie 2022 mit einem Goldenen Blogger ausgezeichnet.

## Leben
Ira Peters Großeltern waren deutsche Kolonisten in Wolhynien und wurden 1936 nach Nordkasachstan deportiert. Seit 1992 lebt Peter in Süddeutschland. Sie studierte französische und russische Literaturwissenschaften sowie Psychologie an den Universitäten Heidelberg und Nizza. Aufgrund der Medienberichterstattung über Russlanddeutsche im Zusammenhang mit dem Fall Lisa im Zuge der Bundestagswahl 2017, bei dem die AfD in einigen russlanddeutschen Milieus Zustimmung erhielt, setzt sie sich seitdem öffentlich in journalistischen Beiträgen, sozialen Medien, kulturellen Projekten in Deutschland und der Ukraine und seit 2020 im Aussiedler Podcast Steppenkinder mit russlanddeutschen Themen auseinander. Den Podcast produziert sie gemeinsam mit Edwin Warkentin, der das Kulturreferat für Russlanddeutsche am Museum für russlanddeutsche Kulturgeschichte leitet. Er richtet sich an Deutsche, die kaum etwas über Aussiedler wüssten, und an Russlanddeutsche, die mehr über ihre Geschichte erfahren könnten.
Eine vom Deutschen Kulturforum östliches Europa berufene Jury entschied sich für Peter als Stadtschreiberin von Odessa. Von Juni bis Oktober 2021 realisierte Peter Projekte, um das kulturelle Erbe der Deutschen und ihrer Nachbarn in und um Odessa bekanntzumachen und berichtete darüber in dem Blog auf Deutsch und Ukrainisch. Nach dem russischen Überfall auf die Ukraine 2022 nahm sie am 24. Februar ihren Blog wieder auf. Man könne ihn „als Appell für ein universelleres Verständnis von Herkunft und Heimat lesen – jenseits von Nationalitäten“, hieß es im Tagesspiegel. Sie klärt seitdem in ihrem Podcast und anderen Medien ihre Gemeinschaft der Russlanddeutschen über Desinformation und Propaganda auf.
Ira Peter lebt in Mannheim.

## Auszeichnungen
- 2022: Die Goldenen Blogger als Newcomerin des Jahres[15]
- 2022: Russlanddeutscher Kulturpreis des Landes Baden-Württemberg (Hauptpreis) für Steppenkinder - Der Aussiedler-Podcast[16]

## Buchveröffentlichung
- 2025: Deutsch genug?: Warum wir endlich über Russlanddeutsche sprechen müssen. Goldmann Verlag